# Discalma brunneofusa
Discalma brunneofusa là một loài bướm đêm trong họ Geometridae.